# Tadashi Sugiyama
Tadashi Sugiyama (杉山 直, Sugiyama Tadashi), né le 15 avril 1959, est un développeur de jeux vidéo japonais et un producteur qui travaille chez Nintendo. Sugiyama rejoint l'entreprise en 1983, et intègre la nouvelle équipe nommée Creative Department de Nintendo. Sugiyama contribue au développement des graphismes de plusieurs jeux et travaille avec de nombreux employés notables de chez Nintendo, notamment Mario et Shigeru Miyamoto ou l'ancien président Satoru Iwata. Sugiyama commence sa carrière en travaillant sur plusieurs vieux jeux Famicom. L'une de ses plus célèbres créations anciennes sont les personnages d'Ice Climber. Sugiyama devient coréalisateur du jeu Zelda II: The Adventure of Link. Il est aussi le développeur principal sur le projet expérimental avorté de Miyamoto GBA-GCN Connectivity,,

## Liste de jeux
- Ice Climber (1984) — Développeur graphique
- Zelda II: The Adventure of Link (1987) — réalisateur
- Yume Kōjō: Doki Doki Panic (1987) — Game Designer
- Super Mario Bros. 2 (1988) — Assistant réalisateur
- Pilotwings (1990) — réalisateur
- Super Mario Kart (1992) — réalisateur
- Mario Kart 64 (1996) — Art réalisateur
- F-Zero X (1998) — réalisateur
- F-Zero Xpansion Kit (2000) — réalisateur
- Mario Kart: Super Circuit (2001) — Superviseur
- Luigi's Mansion (2001) — Design réalisateur
- The Legend of Zelda: The Wind Waker (2002) — Superviseur
- F-Zero GX (2003) — Special Thanks
- Mario Kart: Double Dash!! (2003) — Producteur
- Wii Fit (2007) — Producteur
- Wii Fit Plus (2009) — Producteur
- Steel Diver (2011) — Producteur
- Star Fox 64 3D (2011) — Producteur
- Wii Fit U (2013) — Producteur
- Steel Diver: Sub Wars (2014) — Producteur
- Star Fox Zero (2016) — Producteur
- Star Fox Guard (2016) — Producteur

## Sources
- (en) Cet article est partiellement ou en totalité issu de l’article de Wikipédia en anglais intitulé « Tadashi Sugiyama » (voir la liste des auteurs).

1. ↑  Nintendo Power n°244 - Wii Fit Plus Feature
2. ↑  « Tadashi Sugiyama », sur IMDb
3. ↑  « Tadashi Sugiyama - Kyoto Report », sur wikidot.com